# Surebet
 (mai 2010).
Si vous disposez d'ouvrages ou d'articles de référence ou si vous connaissez des sites web de qualité traitant du thème abordé ici, merci de compléter l'article en donnant les références utiles à sa vérifiabilité et en les liant à la section « Notes et références ».
 (mai 2010).
- Si vous ne connaissez pas le sujet, laissez ce bandeau (vous pouvez alors contacter les auteurs).
- Si vous supprimez le contenu mis en cause (vous pouvez préalablement contacter les auteurs),

argumentez précisément cette suppression dans la page de discussion
(un manque de référence n'est pas un argument ; une recherche réelle de référence doit avoir été effectuée, être formellement documentée).
Le surebet, de l'anglais « sure » (« sûr ») et « bet » (« pari »), est une méthode de pari qui vise à garantir le gain en jouant sur les différences de cotes entre bookmakers. La méthode ne fonctionne que si ces différences de cotes sont suffisamment importantes. Le surebet n'est donc que rarement possible : en pratique pendant des périodes de quelques minutes[réf. nécessaire].

## Principe
Lorsque l'on compare les cotes des différents bookmakers pour un même évènement, on peut quasiment toujours s'apercevoir de quelques différences. Si la différence de cotes se maintient jusqu'au résultat, il est parfois possible d'envisager un gain global positif quel que soit le résultat de l'événement. Cette pratique se rapproche de celle de l'arbitrage en finance.
Pour savoir si le parieur est gagnant ou non, il est nécessaire d’appliquer une méthode de calcul qui consiste à diviser 1 par chacune des cotes, puis de les additionner. Si le résultat est inférieur à 1, il s'agit alors d'un Surebet.

## Limites
Le surebet est sujet à plusieurs limites :
- Il n'est que très rarement possible.
- Sur le marché des paris en ligne français, régulé par l'ARJEL, l'apparition d'un surebet est improbable sur les sites de bookmakers à cotes fixes de par la manière dont les cotes sont fixées par ces derniers[2].

## Mise en garde
Beaucoup de sites sont des escroqueries (vente de méthodes, de livres remplis d'évidences mathématiques, etc.).